# Mauricio Cienfuegos
José Mauricio Cienfuegos (San Salvador, 12 de febrero de 1968) es un exjugador de fútbol salvadoreño. Actuó profesionalmente en su país, en México y en los Estados Unidos. Fue miembro de la selección de fútbol de El Salvador.

## Carrera

### Club
Cienfuegos comenzó su carrera profesional en 1985 en las filas del Racing Junior, en la segunda división salvadoreña. Jugó las siguientes dos temporadas para Soyapango, hasta que en 1988 se unió al Luis Ángel Firpo, equipo en el que se desempeñaría durante los siguientes cuatro años.
En 1991 migró hacia México, fichado por el Morelia. En ese club llegó a jugar 37 partidos en los que anotó 3 goles, lo que atrajo el interés por él del Santos Laguna. Sin embargo en su nuevo equipo no tuvo la continuidad que esperaba, lo que lo motivó a buscar nuevos horizontes en Europa: tuvo un periodo de pruebas en el Servette de Suiza y en el Lleida de España, pero terminó retornando a México para jugar con el Tampico Madero.
Fue repatriado por el Luis Ángel Firpo en 1995, pero al año siguiente fue convocado por la Major League Soccer para integrarse a Los Angeles Galaxy y jugar así la temporada inaugural de la liga. Cienfuegos se convertiría en un jugador emblemático de la franquicia angelina, además de ser una de las figuras más populares de la competición junto con Carlos Valderrama, Marco Etcheverry y Piotr Nowak. Fue elegido a la MLS Best XI tres veces -en 1996, 1998 y 1999-, y jugó en siete MLS All-Star Game como centrocampista. Durante su carrera en el Galaxy ganó en el 2000 la Copa de Campeones de la Concacaf, en 2001 la Lamar Hunt U.S. Open Cup, y en 2002 la MLS Cup. Terminó su carrera con 78 asistencias y 42 goles en 241 juegos para el club de California.

## Internacional
Cienfuegos integró la selección de fútbol de El Salvador entre 1987 y 2003, llegando a participar de la Copa Uncaf 1995 y de varias ediciones de la Copa Oro de la Concacaf. 

## Entrenador
Cienfuegos fue nombrado entrenador de Nejapa FC de la Primera División de El Salvador en el primer semestre de 2008. Sin embargo en agosto de ese año renunció a su puesto.
Posteriormente retornaría a los Estados Unidos para desempeñarse como entrenador de jugadores juveniles en la academia de Los Angeles Galaxy, tarea que realizó desde 2010 hasta 2020.
En 2023 Cienfuegos acompañó como asistente a Hugo Ernesto Pérez en el banquillo de la selección de fútbol de El Salvador durante los últimos meses de su mandato. 

## Clubes
| Club               | País           | Año       | Partidos | Goles |
| ------------------ | -------------- | --------- | -------- | ----- |
| Racing Junior      | El Salvador    | 1985      |          |       |
| Soyapango          | El Salvador    | 1986-1987 |          |       |
| Luis Ángel Firpo   | El Salvador    | 1988-1991 |          |       |
| Morelia            | México         | 1991-1992 | 37       | 3     |
| Santos Laguna      | México         | 1992-1993 | 18       | 0     |
| Tampico Madero     | México         | 1994-1995 | 13       | 1     |
| Luis Ángel Firpo   | El Salvador    | 1995-1996 |          |       |
| Los Angeles Galaxy | Estados Unidos | 1996-2003 | 241      | 42    |

### Carrera como legionario
Actualizado al último partido jugado el 30 de julio de 2003.
| Club                              | Div.                | Temporada           | Liga  | Liga  | Copas nacionales | Copas nacionales | Copas internacionales | Copas internacionales | Total | Total |
| Club                              | Div.                | Temporada           | Part. | Goles | Part.            | Goles            | Part.                 | Goles                 | Part. | Goles |
| --------------------------------- | ------------------- | ------------------- | ----- | ----- | ---------------- | ---------------- | --------------------- | --------------------- | ----- | ----- |
| Atlético Morelia · México         | 1.ª                 | 1991-92             | 37    | 3     | -                | -                | -                     | -                     | 37    | 3     |
| Atlético Morelia · México         | Total               | Total               | 37    | 3     | 0                | 0                | 0                     | 0                     | 37    | 3     |
| Club Santos Laguna · México       | 1.ª                 | 1992-93             | 18    | 0     | -                | -                | -                     | -                     | 18    | 0     |
| Club Santos Laguna · México       | Total               | Total               | 18    | 0     | 0                | 0                | 0                     | 0                     | 18    | 0     |
| Tampico Madero · México           | 1.ª                 | 1994-95             |       |       |                  |                  |                       |                       |       |       |
| Tampico Madero · México           | Total               | Total               | 0     | 0     | 0                | 0                | 0                     | 0                     | 0     | 0     |
| Los Angeles Galaxy Estados Unidos | 1.ª                 | 1996                | 34    | 6     | -                | -                | -                     | -                     | 34    | 6     |
| Los Angeles Galaxy Estados Unidos | 1.ª                 | 1997                | 23    | 6     | -                | -                | -                     | -                     | 23    | 6     |
| Los Angeles Galaxy Estados Unidos | 1.ª                 | 1998                | 34    | 14    | -                | -                | -                     | -                     | 34    | 14    |
| Los Angeles Galaxy Estados Unidos | 1.ª                 | 1999                | 36    | 5     | -                | -                | -                     | -                     | 36    | 5     |
| Los Angeles Galaxy Estados Unidos | 1.ª                 | 2000                | 33    | 5     | -                | -                | -                     | -                     | 33    | 5     |
| Los Angeles Galaxy Estados Unidos | 1.ª                 | 2001                | 32    | 4     | -                | -                | -                     | -                     | 32    | 4     |
| Los Angeles Galaxy Estados Unidos | 1.ª                 | 2002                | 28    | 2     | -                | -                | -                     | -                     | 28    | 2     |
| Los Angeles Galaxy Estados Unidos | 1.ª                 | 2003                | 21    | 0     | -                | -                | -                     | -                     | 21    | 0     |
| Los Angeles Galaxy Estados Unidos | Total               | Total               | 241   | 42    | 0                | 0                | 0                     | 0                     | 241   | 42    |
| Total en su carrera               | Total en su carrera | Total en su carrera | 296   | 45    | 0                | 0                | 0                     | 0                     | 296   | 45    |

## Palmarés

### Torneos locales
| Título                   | Club                            | País           | Año     |
| ------------------------ | ------------------------------- | -------------- | ------- |
| Primera División         | Club Deportivo Luis Ángel Firpo | El Salvador    | 1988-89 |
| Primera División         | Club Deportivo Luis Ángel Firpo | El Salvador    | 1990-91 |
| Primera División         | Club Deportivo Luis Ángel Firpo | El Salvador    | 1991-92 |
| Lamar Hunt U.S. Open Cup | Los Ángeles Galaxy              | Estados Unidos | 2001    |
| MLS Supporters' Shield   | Los Ángeles Galaxy              | Estados Unidos | 1998    |
| MLS Supporters' Shield   | Los Ángeles Galaxy              | Estados Unidos | 2002    |
| MLS Cup                  | Los Ángeles Galaxy              | Estados Unidos | 2002    |

### Torneos internacionales
| Título                           | Club               | Sede        | Año  |
| -------------------------------- | ------------------ | ----------- | ---- |
| Copa de Campeones de la Concacaf | Los Ángeles Galaxy | Los Ángeles | 2000 |